# Cacopsylla intacta
Cacopsylla intacta är en insektsart som först beskrevs av Loginova 1964.  Cacopsylla intacta ingår i släktet Cacopsylla och familjen rundbladloppor. Inga underarter finns listade i Catalogue of Life.